# Балтрунас, Юрис
Юрис Балтрунас (лит. Jurijus Baltrūnas, в советский период также Юрий Фёдорович Балтрунас; 5 февраля 1923, Петроград — 1 ноября 2012, Вильнюс) — советский и литовский художник, Заслуженный деятель искусств Литвы.
Родился в семье моряка. В возрасте 10 лет был принят в Школу юных дарований при Всероссийской академии художеств. В 1941-м году по окончании школы поступил в ленинградскую Академию художеств. Осенью того же года был мобилизован, служил мотористом на торпедном катере, сапёром, дивизионным художником, главным образом в Карелии. Четырежды был контужен. После войны восстановился в Академии художеств, однако затем по состоянию здоровья отказался от учёбы. В 1949 году поступил заново в Латвийскую академию художеств, откуда в 1953 году был переведён в Вильнюсский художественный институт, который и окончил в 1955 году. Член Союза художников Литовской ССР (1961).
Известен преимущественно как пейзажист-маринист. В 1964—1971 гг. много путешествовал по странам Африки, оставив серию пейзажных, портретных и жанровых работ. К выставкам 1983 и 1990 гг. в Союзе художников Литовской ССР выпущены каталоги. Работы находятся в собраниях Литовского художественного музея, музея Вильнюсской академии художеств.